# 아레초도
아레초도(이탈리아어: Provincia di Arezzo)는 이탈리아 토스카나주의 도이다. 도청 소재지는 아레초이다. 마르케주, 에밀리아로마냐주, 움브리아주 등의 주들 및 토스카나주의 시에나도, 피렌체 광역시 등과 접경해 있다. 면적은 3,233 제곱킬로미터 (1,248 mi2)이고, 총 인구는 36개 코무네에서 약 344,000명이다.
아레초도의 북쪽에는 프라토마뇨와 카센티노 산맥과 유역들이 있으며, 남쪽에는 비옥한 테베레강 유역과 키아나 유역이 존재한다. 도청인 아레초는 '아리팀'(Aritim)으로 알려진 주요 에트루리아 도심지이었고, 에트루리아 시대 당시에는 아레초 주변으로 성벽이 건설됐었다. 로마 시대에 들어서서, 아레초는 라틴어화 된 명칭인 '아레티움'(Arretium)이 주어졌고, 구릉 지대 아래로 규모가 확장되었다. 아레티움은 고대 카르타고와의 포에니 전쟁 때 로마를 도왔다.  야만족들에게 공격 받은 뒤에, 이곳은 서기 400년경 대부분이 사라졌다.
11세기가 끝날 무렵, 아레초는 주변으로 시에나와 피렌체라는 강력한 국가들이 위치했음에도 다시 한번 도시로서 성장하였다. 이곳의 위치는 반복적으로 이곳의 소유권이 변화하게 하였는데, 피렌체는 캄팔디노 전투 이후 아레초를 장악했지만 이후에 이곳의 지배권을 상실했다가 1384년에 다시 한번 병합시켜냈다. 피렌체는 1859년까지 아레초도를 보유하다가 리소르지멘토 기간 토스카나가 사르데냐 왕국에 병합되었다. 아레초도는 카말돌리 수도회의 수도사들이 있는 카말돌리와 아주 근접한 곳에 있다.
'모나리자'의 배경 속 다리인 로미토 디 라테리나 다리가 아레초도의 라테리나에 위치해 있다.

## 코무네
인구별 주요 코무네:
| 코무네               | 인구      |
| -------------------- | --------- |
| 아레초               | 100,734명 |
| 몬테바르키           | 24,119명  |
| 코르토나             | 23,031명  |
| 산조반니발다르노     | 17,190명  |
| 산세폴크로           | 16,391명  |
| 카스틸리온피오렌티노 | 13,529명  |
| 비비에나             | 12,735명  |
| 테라누오바브라촐리니 | 12,172명  |
| 부치네               | 10,178명  |
| 카브릴리아           | 9,282명   |
| 포이아노델라키아나   | 9,423명   |
| 치비텔라인발디키아나 | 9,143명   |
| 몬테산사비노         | 8,687명   |

## 행정부

### 역대 아레초도 도지사
|        | 도지사                   | 임기 시작 | 임기 끝 | 소속 정당                  |
| ------ | ------------------------ | --------- | ------- | -------------------------- |
|        | 프랑코 파리지            | 1985년    | 1990년  | 이탈리아 공산당            |
|        | 마우로 타르키            | 1990년    | 1995년  | 좌파민주당 좌파 민주주의당 |
| 1995년 | 마우로 타르키            | 1999년    |         | 좌파민주당 좌파 민주주의당 |
|        | 빈첸초 체카렐리          | 1999년    | 2004년  | 좌파 민주주의당 민주당     |
| 2004년 | 빈첸초 체카렐리          | 2009년    |         | 좌파 민주주의당 민주당     |
|        | 로베르토 바사이          | 2009년    | 2014년  | 민주당                     |
| 2014년 | 로베르토 바사이          | 2018년    |         | 민주당                     |
|        | 실비아 키아사이 마르티니 | 2018년    | 미정    | 무소속 (중도우파)          |